# Mari-El
La república de Mari-El o Cheremia (en ruso: Республика Марий Эл, tr.Respúblika Marij El; en mari: Марий Эл Республика, tr. Maríi El Respúblika) es una de las veinticuatro repúblicas que, junto con los cuarenta y siete óblast, nueve krais, cuatro distritos autónomos y dos ciudades federales, conforman los ochenta y nueve sujetos federales de Rusia. Su capital es Yoshkar-Olá. Está ubicada en el distrito Volga limitando al norte Kírov, al este con Tartaristán, al sur con el Volga que la separa de Chuvasia, y al oeste y noroeste con Nizhni Nóvgorod. 
La actual república de Mari-El se formó el 22 de diciembre de 1990.

## Historia

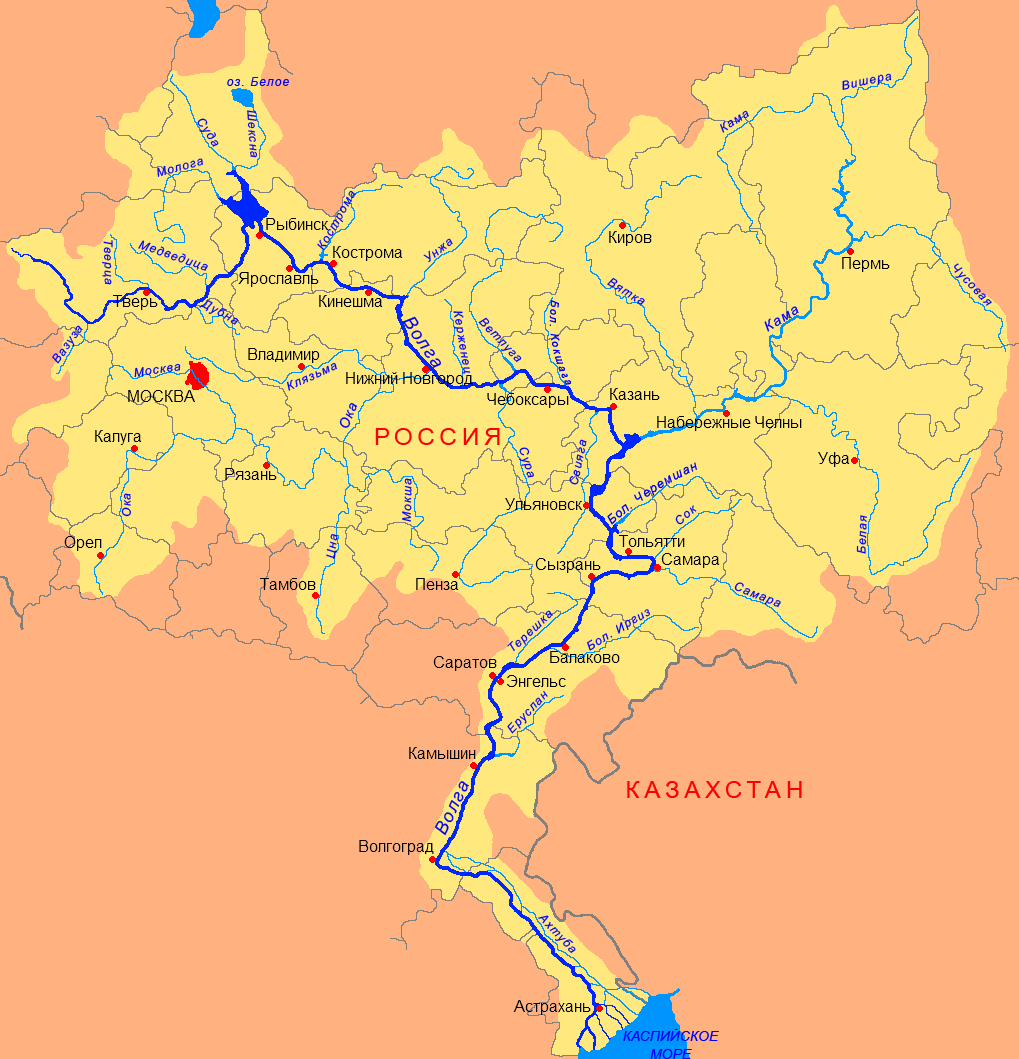
Mapa en ruso del Volga, que forma parte de la frontera sur de Mari-El con Chuvasia

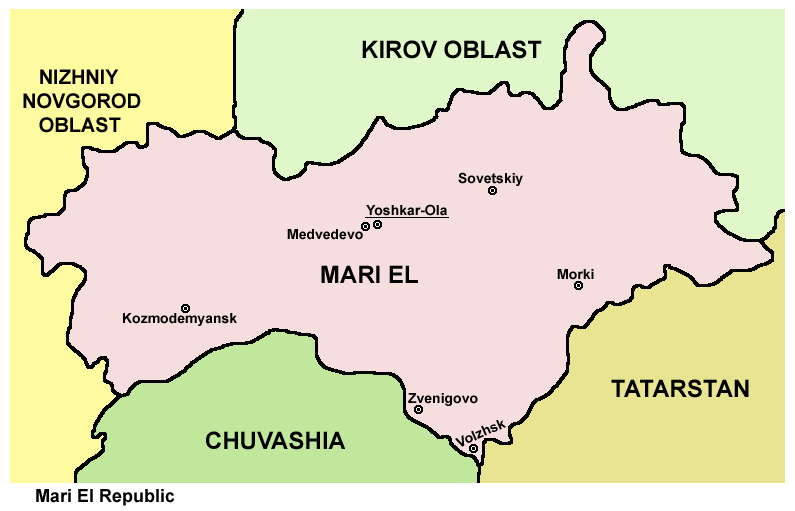
Mapa de Mari-El

Los descubrimientos arqueológicos en el territorio demuestran que estaba poblado al menos desde el siglo I a. C. Sin embargo, como las antiguas tribus mari desconocían la escritura, los primeros testimonios sobre ellas se deben a fuentes rusas. Las primeras menciones fiables datan del siglo XII: se sabe que por entonces estaban sometidas al Estado conocido como Bulgaria del Volga, en el actual Tartaristán. Cuando este Estado fue sometido por Batu Khan, se cree que los mari se aliaron con el Estado mongol de la Horda de Oro. En la década de 1440, su territorio fue incorporado al kanato de Kazán. En el siglo siguiente, el ejército de Iván el Terrible se apoderó de Kazán en 1552, mientras que las tierras de los mari ya habían caído en poder de los rusos algunos años antes (1546). 
Desde entonces, las tribus mari se convirtieron en tributarias de Moscú, al tiempo que se iniciaba la colonización rusa del territorio. En 1557 se fundó Cheboksary, en 1583, Kozmodemyansk y en 1584, Tsaryovokokshaysk (actual Yoshkar-Olá). Los mari tuvieron que refugiarse en los bosques.
Durante el reinado de Pedro el Grande, los mari empezaron a ser reclutados por el ejército ruso, al tiempo que se iniciaba la investigación científica en el territorio. De finales del siglo XVIII data la primera gramática del idioma mari, obra de Pucek-Grigorowicz (1792). 
Los mari apoyaron la insurrección de Yemelián Pugachov de 1773.
Después de la Revolución rusa de 1917, se estableció el óblast autónomo de Mari el 4 de noviembre de 1920, que se transformó en la república socialista soviética autónoma de Mari el 5 de diciembre de 1936. En su forma actual, la República de Mari-El quedó establecida el 22 de diciembre de 1990.

## Geografía

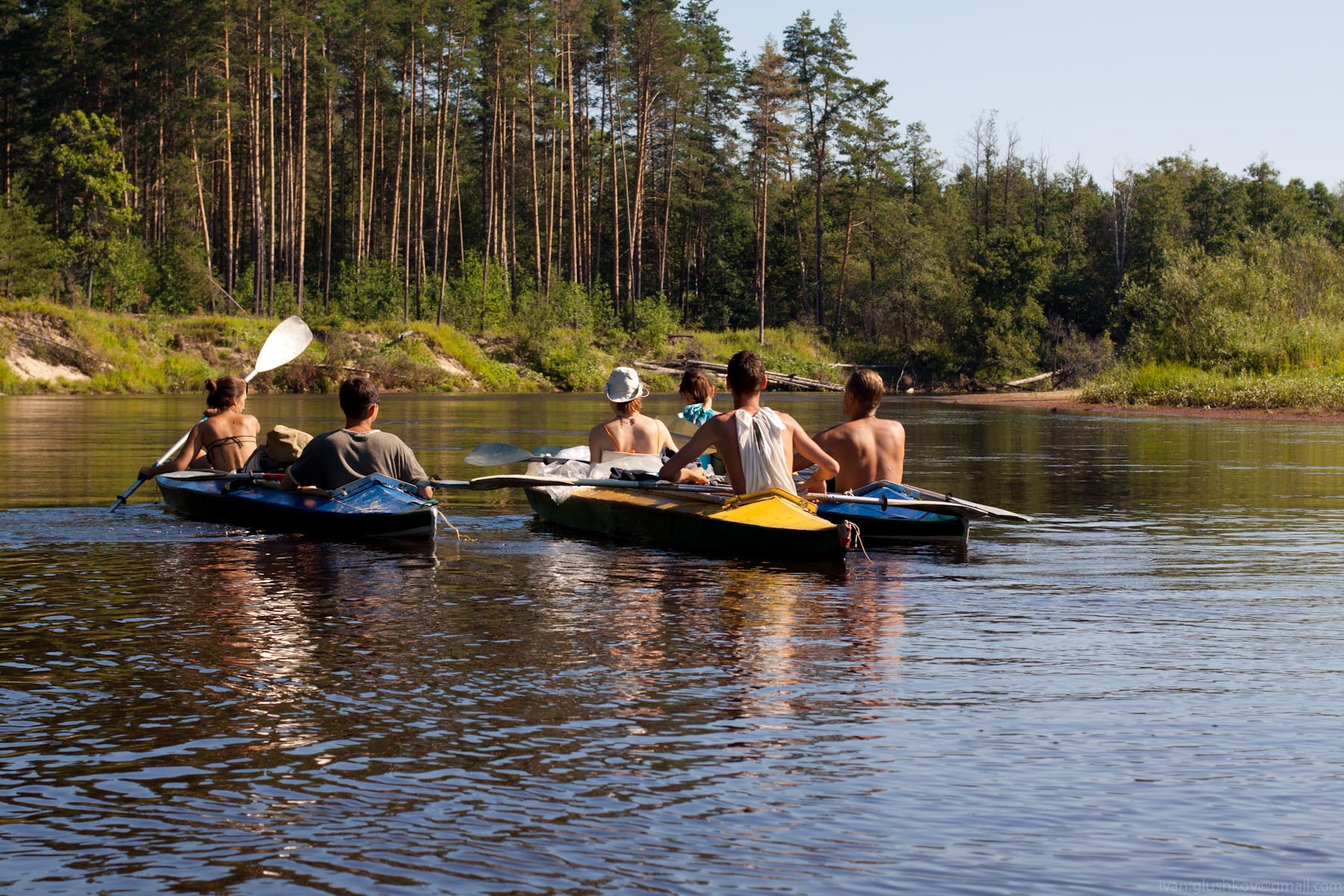
Río Bolshaya Kokshaga

La República está ubicada en la parte oriental de la llanura de Europa Oriental de Rusia, a lo largo y principalmente al norte del río Volga. La pantanosa depresión de Mari se encuentra en el oeste de la República, contrastando con paisajes más montañosos en el este, donde se encuentra el punto más alto de la República, a 278 metros (304 yd). La República limita con el óblast de Kírov al norte y este, con la República de Tartaristán al sureste y sur, con la República de Chuvasia al sur, y con el óblast de Nizni Nóvgorod al oeste y norte.[cita requerida]
Hay 476 ríos en la República, siendo el Volga y sus afluentes las principales arterias fluviales. La mayoría de los ríos son considerados menores—tienen entre 10-50 m (10,9-54,7 yd) de ancho y 0,5-1,4 m (0,5-1,5 yd) de profundidad—y generalmente se congelan entre mediados de noviembre y mediados de abril. Hay más de 700 lagos y estanques, muchos ubicados en áreas pantanosas, con superficies menores a 1 km² (0,4 mi²) y profundidades de 3 m (3,3 yd). El Lago Yalchik, que ocupa 150 hectáreas (370,7 acre), es el más grande en superficie, mientras que el Lago Tabashinskoye es el más profundo. Los pantanos cubren grandes áreas—entre 10-70 km² (3,9-27,0 mi²) y hasta 100 km² (38,6 mi²)—y generalmente se congelan en diciembre. Aunque los pantanos tienden a ser poco profundos, con una profundidad promedio de 0,5-1,5 m (0,5-1,6 yd), son intransitables en otoño y primavera debido a las inundaciones.[cita requerida]
El clima es moderadamente continental, con inviernos moderadamente fríos y nevados, y veranos cálidos y a menudo lluviosos. Las temperaturas promedio varían de 18-20 grados Celsius (64,4-68,0 °F) en verano a −18-−20 grados Celsius (−0,4-−4,0 °F) en invierno. Noviembre es el mes más ventoso del año. La precipitación anual varía de 450 a 500 mm (17,7 a 19,7 plg).
No existen recursos naturales de importancia industrial en la República. Otros recursos incluyen turba, aguas minerales y caliza. Aproximadamente el 50% del territorio de la República está cubierto de bosques, aunque el nivel de forestación varía significativamente de un distrito a otro.[cita requerida]

## Cultura

### Idiomas
- Los únicos idiomas oficiales son:
  - Idioma ruso
  - Idioma mari